# フイリゲットウ

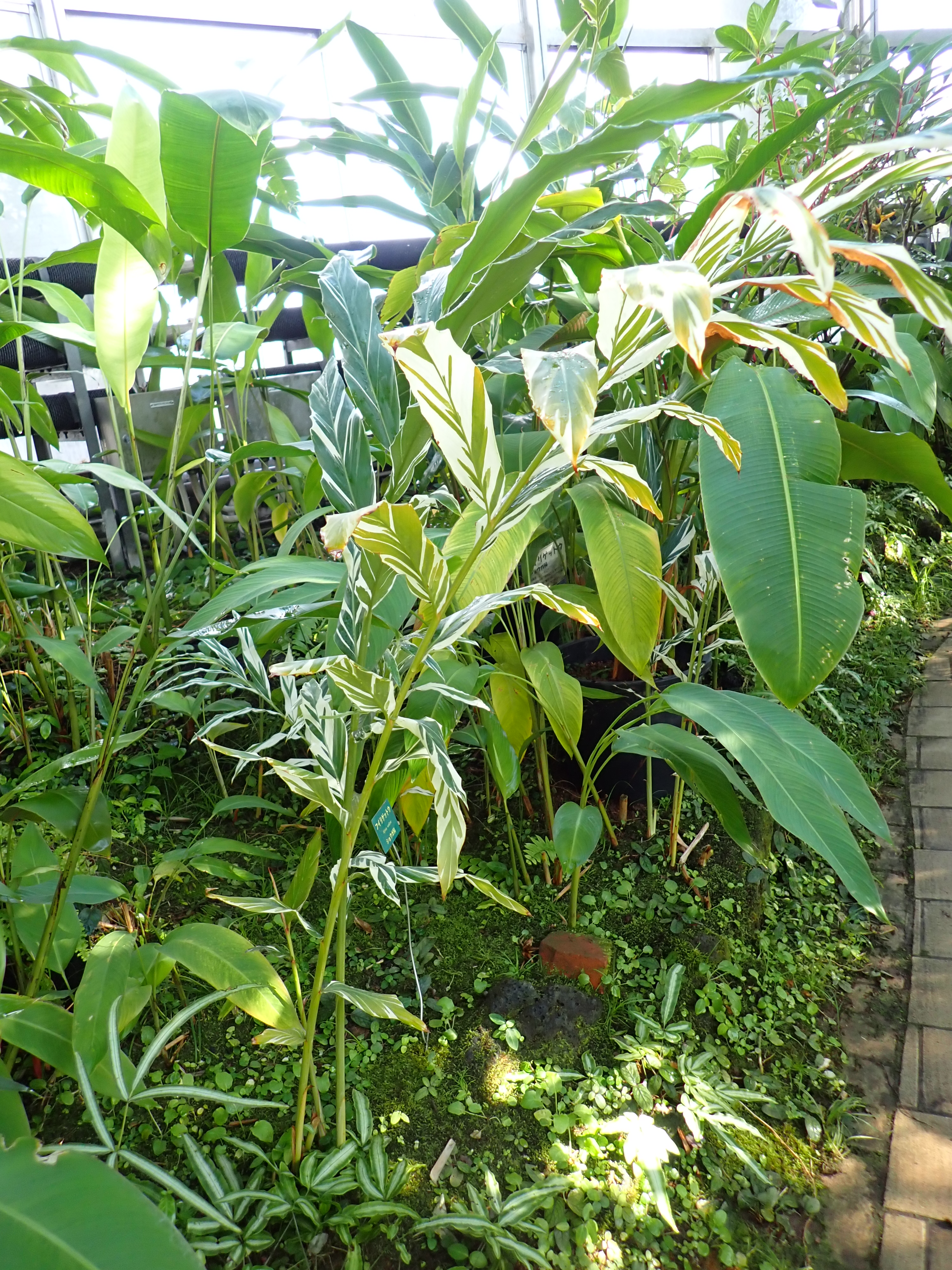
フイリゲットウ（2024年11月 東京都 夢の島熱帯植物館）

フイリゲットウ（学名：Alpinia vittata）はショウガ科ハナミョウガ属の常緑多年生草本。ゲットウに似るが別種。

## 特徴
高さ1.5–3 m。葉は楕円状披針形で、乳白色の条斑が葉脈に沿って不規則に入る。葉形はゲットウよりやや細長く、長さ20–30 cm、幅2.5 cm。

## 分布と生育環境
パプアニューギニアのビスマルク諸島～ソロモン諸島原産。
森林の下草として自生する。

## 利用
湿度が保たれる環境と適度な明るさでよく育つが、ゲットウに比べて寒さに弱い。